# Lenvik
Lenvik (en sami septentrional: Leaŋgáviika) fue un antiguo municipio del desaparecido condado de Troms, Noruega. La municipalidad existió desde 1838 hasta su disolución el 1 de enero de 2020. l municipio estaba situado en parte en el continente y en parte en la parte occidental de la isla de Senja en lo que ahora es el municipio de Senja en el condado de Troms og Finnmark. El centro administrativo era Finnsnes, donde el puente de Gisund conecta Senja al continente a la ruta 86. Otros poblados del municipio eran Aglapsvik, Gibostad, Botnhamn, Fjordgård, Finnfjordbotn, Husøy, Langnes, Laukhella, Silsand, y Rossfjordstraumen. El lago Lysvatnet se encuentra en la isla de Senja, al oeste de Gibostad. E

## Información general

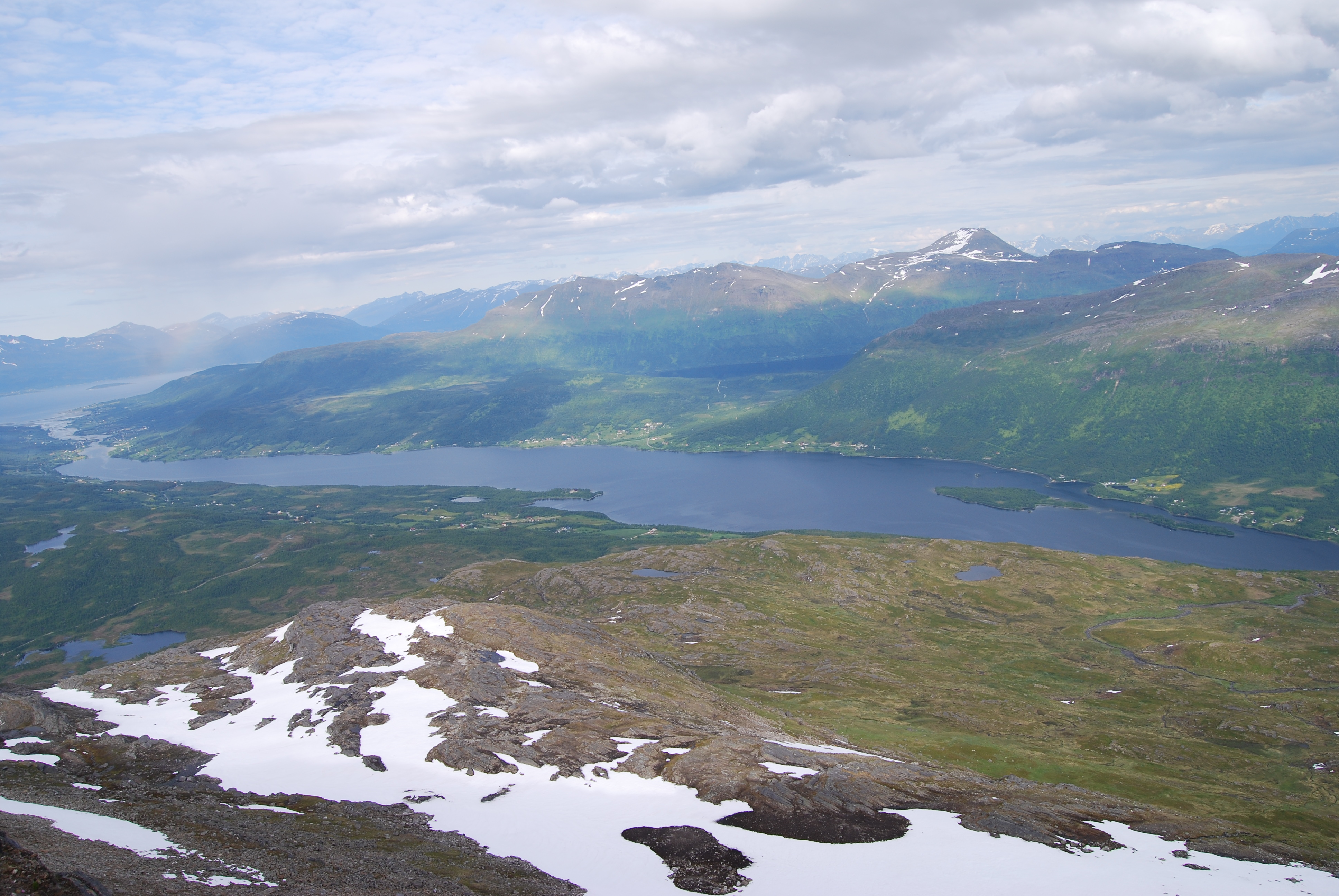
Vista del lago Rossfjordstraumen.

Su fundación data de 1838. En 1848, la mayor parte de la zona terrestre de Lenvik fue dividida y cedida al nuevo municipio de Målselv. En 1855, la zona septentrional fue otorgada para formar el municipio de Hillesøy.
En 1964, numerosas zonas aledañas fueron añadidas a Lenvik:
- la parte de Sørreisa en la isla Senja
- las granjas Hellemo, Paulsrud, Johnsgård, y Stormo en Tranøy
- la parte de Hillesøy en Senja y la isla de Hekkingen

El nuevo municipio de Lenvik pasó a tener una población total de 10,219 habitantes.

### Nombre
El municipio deriva su nombre de la granja de Lenvik (nórdico antiguo: Lengjuvík), donde se estableció la primera iglesia (Iglesia de Lenvik). El primer elemento es el caso genitivo dado por el río Lengja y el segundo vík, que significa «ensenada». El nombre del río proviene de la palabra langr («largo»). Entre 1889 y 1908, al lugar se le denominaba Lenviken.

## Gobierno
El municipio se encarga de la educación primaria, asistencia sanitaria, atención a la tercera edad, desempleo, servicios sociales, desarrollo económico, y mantención de caminos locales.

### Concejo municipal
El concejo municipal (Kommunestyre) tiene 31 representantes que son elegidos cada 4 años y estos eligen a un alcalde. Estos son:

### Lenvik Kommunestyre 2015-2019
| Partido                            | Número de representantes |
| ---------------------------------- | ------------------------ |
| Partido Laborista                  | 8                        |
| Partido del Progreso               | 4                        |
| Partido Conservador                | 7                        |
| Partido Demócrata Cristiano        | 2                        |
| Partido de Centro                  | 3                        |
| Partido de la Izquierda Socialista | 2                        |
| Partido Liberal                    | 1                        |
| Independientes                     | 4                        |

## Galería

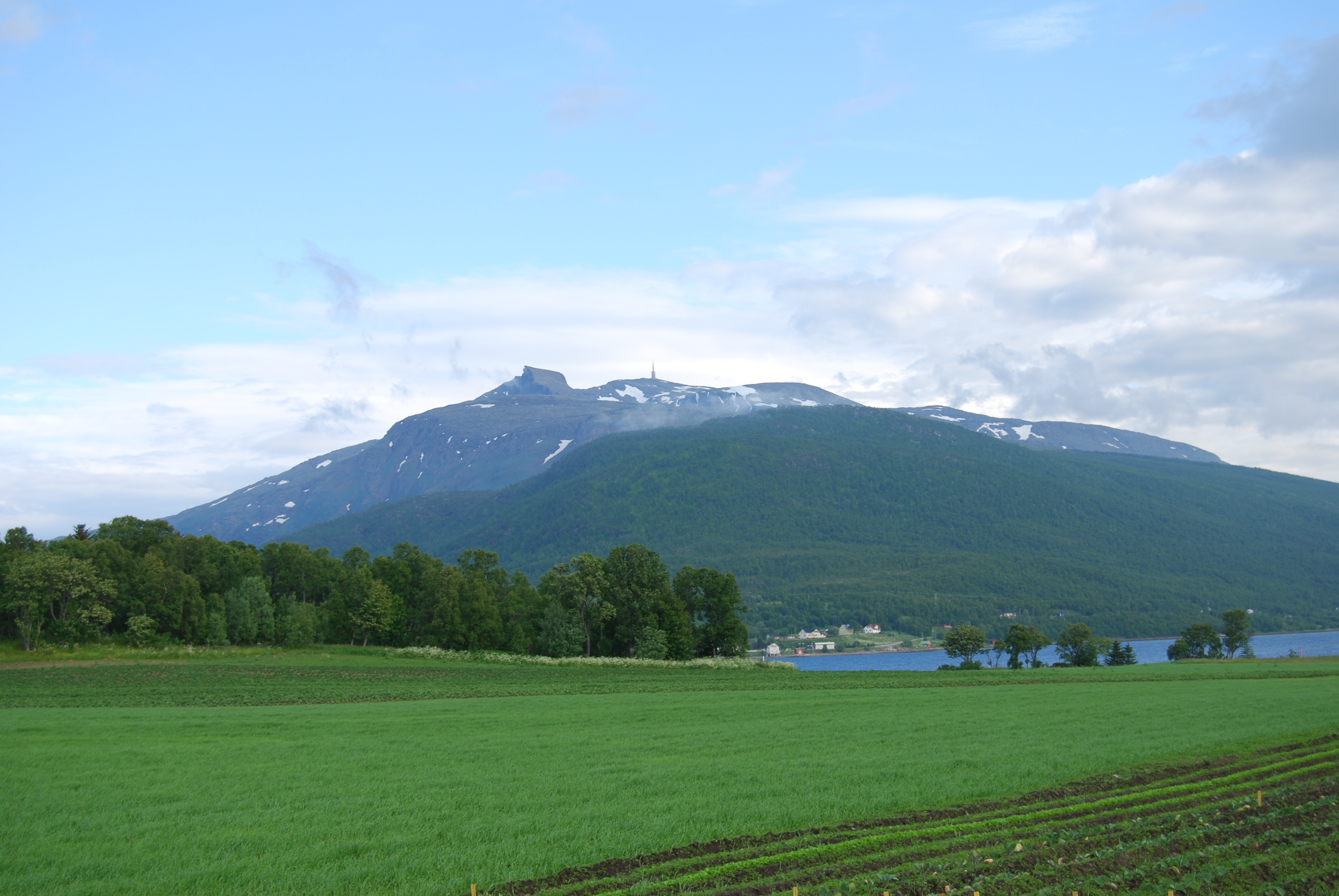
Vista de la villa de Gibostad en la isla Senja en dirección al monte Kistefjellet en tierra firme.
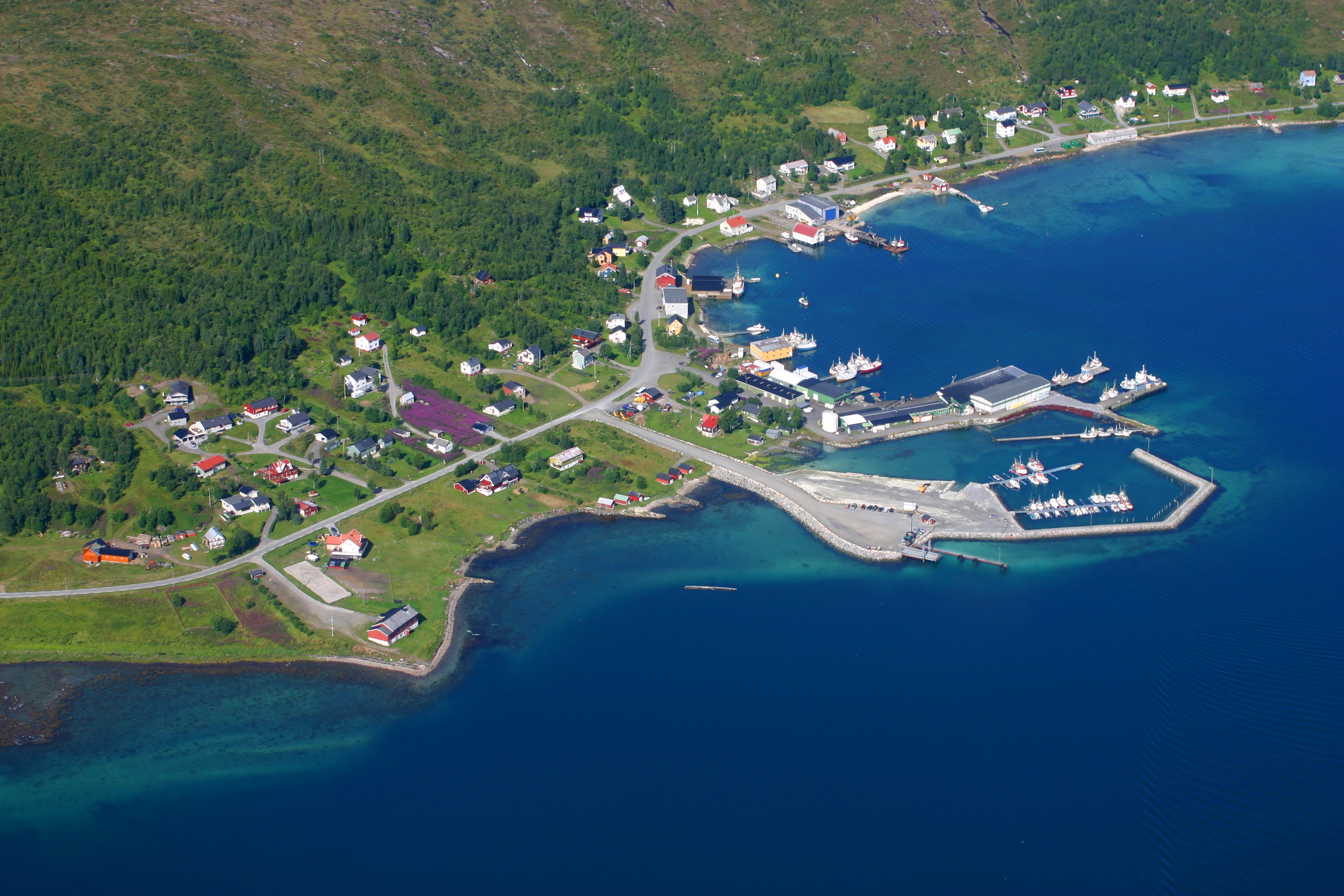
Vista de Botnhamn.
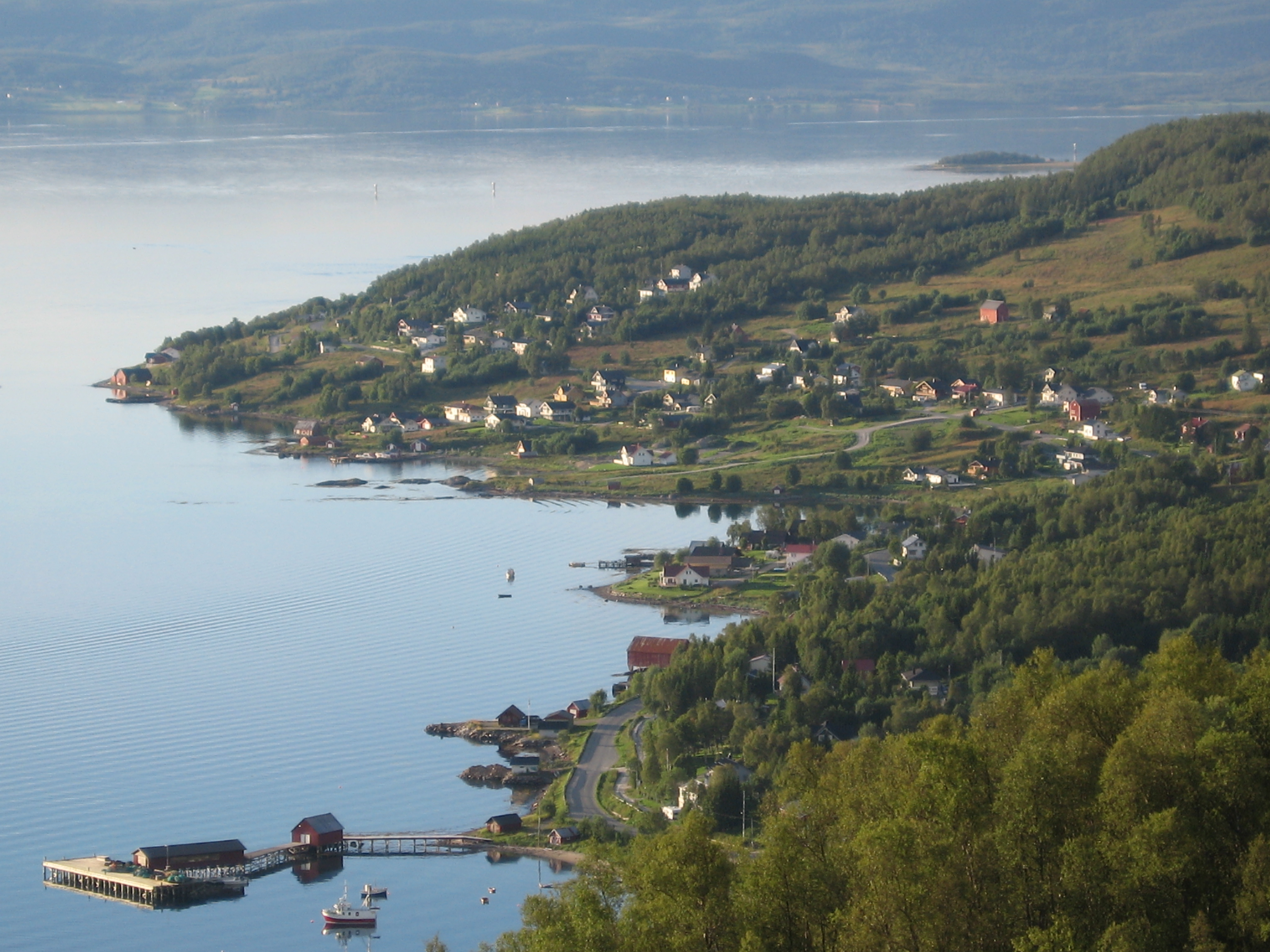
Vista de Trollvik.